# Уланчаб
Уланчаб (кит. упр. 乌兰察布, пиньинь Wūlánchábù, монг.  Ulaɣančab, мон.кир. Улаанцав) — городской округ в Автономном районе Внутренняя Монголия (КНР). Название в переводе с монгольского означает «Красные горы».

## История
В первой половине XVII века, в ходе завоевания Китая империей Цин, в эти места переселились шесть монгольских племён, ставших использовать для них название «Уланчаб».
В 1914 году был образован Специальный административный район Суйюань (绥远特别行政区), и эти земли вошли в его состав, а четыре восточных уезда были переданы Специальному административному району Чахар (察哈尔特别行政区). В 1928 году Специальный административный район Суйюань был преобразован в провинцию Суйюань, при этом ему были возвращены четыре восточных уезда.
На момент образования КНР в 1949 году эти земли входили в состав провинция Суйюань. В 1950 году в составе провинции Суйюань был создан Автономный район «Аймак Уланчаб» (乌兰察布盟自治区), в состав которого вошли хошуны Сыцзыван, Дархан, Муминган, Урад-Цяньци, Чахар-Юичжунци и Чахар-Юихоуци. В 1952 году хошуны Дархан и Муминган были объединены в единый хошун Дархан-Муминган.
В 1954 году провинция Суйюань была расформирована, и эти земли вошли в состав Автономного района Внутренняя Монголия; из названия аймака Уланчаб были при этом убраны иероглифы «автономный район», а Специальный район Цзинин (集宁专区) был переименован в Административный район Пиндинцюань (平地泉行政区). В 1958 году был расформирован Административный район Пиндицюань и его земли вошли в состав аймака Уланчаб; в свою очередь хошуны Урад-Цяньци и Урад-Чжунхоу-Ляньхэци были переданы из Уланчаба в состав аймака Баян-Нур, а Баян-Обо был выведен из состава хошуна Дархан-Муминган и передан под юрисдикцию Баотоу.
В 1962 году из провинции Хэбэй в состав Уланчаба был передан уезд Шанду.
В 1963 году в состав Уланчаба вошёл уезд Гуян. В 1971 году он был возвращён под юрисдикцию Баотоу.
В 1969 году хошун Тумэд был разделён на два хошуна: Тумэд-Юци и Тумэд-Цзоци, Тумэд-Цзоци вошёл в состав аймака Уланчаб, а в 1971 году был передан из состава Уланчаба в подчинение Хух-Хото.
В 1970 году из аймака Шилин-Гол Уланчабу был передан уезд Хуадэ.
В 1996 году Объединённый хошун Дархан-Муминган был передан в городской округ Баотоу, уезды Учуань, Хорингэр, Циншуйхэ — в городской округ Хух-Хото.
В 2003 году аймак Уланчаб был преобразован в городской округ.

## Население
| Народ     | Численность (2000 г.) | Доля    |
| --------- | --------------------- | ------- |
| Китайцы   | 2 203 345             | 96,45 % |
| Монголы   | 60 064                | 2,63 %  |
| Маньчжуры | 11 792                | 0,52 %  |
| Хуэйцзу   | 7683                  | 0,34 %  |
| Корейцы   | 198                   | 0,01 %  |
| Туцзя     | 185                   | 0,01 %  |
| Мяо       | 175                   | 0,01 %  |
| Прочие    | 972                   | 0,04 %  |

## Административно-территориальное деление
Городской округ Уланчаб делится на 1 район, 1 городской уезд, 5 уездов, 4 хошуна
| Карта | Карта          | Карта            | Карта              | Карта                   | Карта                       | Карта         | Карта                |
| ----- | -------------- | ---------------- | ------------------ | ----------------------- | --------------------------- | ------------- | -------------------- |
|       |                |                  |                    |                         |                             |               |                      |
| №     | Тип            | Русское название | Китайское название | Пиньинь                 | Население (тыс. чел., 2004) | Площадь (км²) | Плотность (чел./км²) |
| 1     | Район          | Цзинин           | 集宁区             | Jíníng qū               | 260                         | 114           | 2281                 |
| 2     | Городской уезд | Фэнчжэнь         | 丰镇市             | Fēngzhèn shì            | 310                         | 2703          | 115                  |
| 3     | Уезд           | Чжоцзы           | 卓资县             | Zhuózī xiàn             | 230                         | 3119          | 74                   |
| 4     | Уезд           | Хуадэ            | 化德县             | Huàdé xiàn              | 160                         | 2527          | 63                   |
| 5     | Уезд           | Шанду            | 商都县             | Shāngdū xiàn            | 330                         | 4304          | 77                   |
| 6     | Уезд           | Синхэ            | 兴和县             | Xīnghé xiàn             | 300                         | 3520          | 85                   |
| 7     | Уезд           | Лянчэн           | 凉城县             | Liángchéng xiàn         | 230                         | 3451          | 67                   |
| 8     | Хошун          | Чахар-Юицяньци   | 察哈尔右翼前旗     | Cháhā'ěr Yòuyì Qián qí  | 260                         | 2734          | 95                   |
| 9     | Хошун          | Чахар-Юичжунци   | 察哈尔右翼中旗     | Cháhā'ěr Yòuyì Zhōng qí | 210                         | 4200          | 50                   |
| 10    | Хошун          | Чахар-Юихоуци    | 察哈尔右翼后旗     | Cháhā'ěr Yòuyì Hòu qí   | 210                         | 3803          | 55                   |
| 11    | Хошун          | Сыцзыван         | 四子王旗           | Sìzǐwáng qí             | 200                         | 24 016        | 8                    |

## Экономика
Уланчаб является важным центром развития возобновляемых источников энергии (здесь работают многочисленные солнечные и ветровые электростанции, а также предприятия по производству ветроэнергетического оборудования). В округе базируются крупнейшие в стране центры по хранению и обработке данных Alibaba Cloud и Huawei, заводы энергетического оборудования Mingyang Smart Energy и Titan Wind Energy.

## Транспорт
Важное значение имеют грузовые железнодорожные перевозки в Монголию, Россию, Узбекистан и Германию.